# Rozwadza
Rozwadza [pronunciación en polaco: /rɔzˈvad͡za/] (en alemán: Annengrund) es un pueblo ubicado en el distrito administrativo de Gmina Zdzieszowice, dentro del Condado de Krapkowice, Voivodato de Opole, en el sur de Polonia occidental. Se encuentra aproximadamente a 3 kilómetros  al noroeste de Zdzieszowice, a 11 kilómetros al este de Krapkowice, y a 29 kilómetros al sureste de la capital regional Opole.
Antes de 1945, el área fue parte de Alemania.
El pueblo tiene una población de 1,100 habitantes. 